# 태상노군

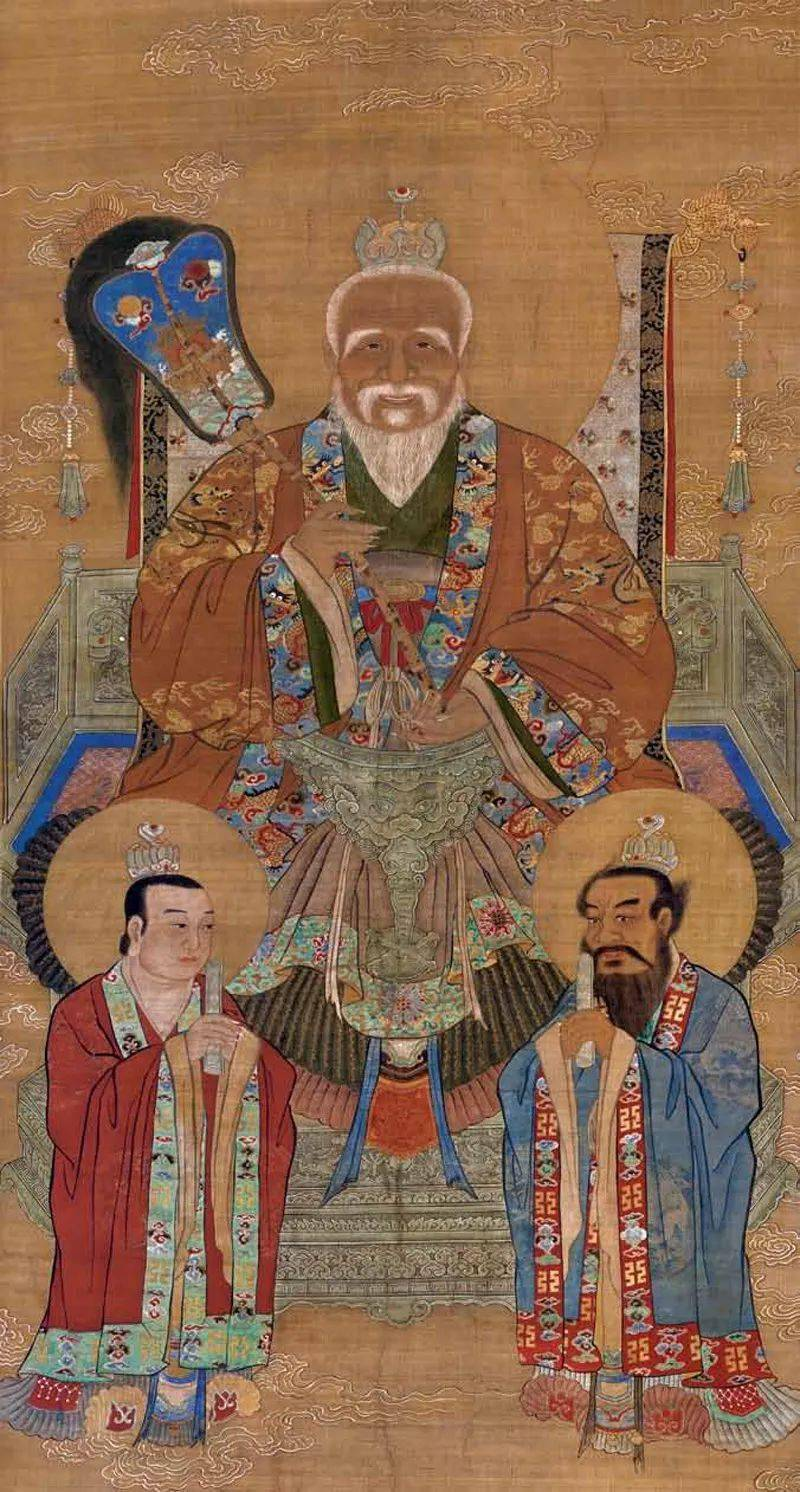
태상노군

태상노군(太上老君)은 노자(老子)를 신격화한 것으로 장자와 함께 도가의 시조이다. 이 계보가 그대로 신선설을 주장한 신선가(神仙家)를 거쳐서 도교에 도입되어 도교의 교조로 숭앙받고 있다.
그러나 그의 실재는 의문이다. 한대(漢代)에 와서는 성(姓)이 이(李)라고 말하기도 하고 주(周) 왕조의 역사를 기록하던 고관(高官)으로서 유교의 개조인 공자도 노자에게 예(禮)를 물었다고도 전하며, 끝에는 함곡관(函谷關)에서 관리의 청탁으로 《도덕경》을 남기고 서방으로 사라져 행방이 묘연해졌다고도 한다. 또 어머니의 태내(胎內)에서 81년이나 있다가 어머니의 좌액(左腋)에서 태어났는데 그때 벌써 머리털이 백발이었기 때문에 '노자(老子)'라 말하고 태어날 때에 오얏나무(李樹)를 가리켰기 때문에 이(李)라는 성이 되었다는 설도 있다. 또 역대(曆代)마다 나타나서 황제(黃帝) 시대에는 황성자(黃成子), 요(堯)의 시대에는 무성자(務成子)가 되었다는 등 갖가지 전설이 더하여 차차로 신격화되었으며 마침내는 원시천존의 화신(化身)으로까지 되었다. 영보천존(靈寶天尊)과 함께 삼청을 구성한다.
태상노군이 된 것은 6세기 경부터로 당대(唐代)에는 당 왕실의 성과 노자의 성이 같은 이(李)라는 점에서 당실(唐室)의 조상으로도 숭앙되었으며 절대적인 지위를 확보하게 되었다. 신천사도 기타 교단 도교 제파는 노자와의 사이에 어떠한 관계를 지어서 자파(自派)의 가르침에 권위를 부여하려 하였다. 그 때문에 이들 교단의 창시와 관련된 여러 신화에는 자주 태상노군이 등장하여 창시자들에게 그 정통성을 인가해 주는 부록이나 그 교단의 근본경전·비법을 주는 등, 주요한 역할을 다하고 있다. 또 민중 도교에서도 근본 성전인 <태산감응편(太山感應篇)>은 태상노군의 가르침이라고 말하고 있다.
《드래곤볼》에서는 여자가 되어 "안닌"이라는 이름으로 나온다

## 같이 보기
- 도 (철학)
- 삼청
- 원시천존